# 牛塚古墳 (川越市)
牛塚古墳（うしづかこふん）は、埼玉県川越市にある前方後円墳である。的場古墳群を構成する一基。

## 概要
入間川左岸の台地上に築造された全長47メートル、後円部径27メートル、前方部幅27メートル、高さ4メートルの小型前方後円墳で前方部を北西に向ける。川越地方においては最大の前方後円墳であり、墳丘は3段構築で墳丘に相似な周溝を巡らせている。1965年（昭和40年）に二度にわたり発掘調査が行われ、北側くびれ部から葬送儀礼に使用されたと思われる須恵器群が発掘されている。2回の埋葬と石室の改変が行われている。
- 第1次埋葬　両袖型横穴式石室。雲珠1、耳環2、管玉2、切子玉5、漆塗土玉2、ガラス製小玉6、鉄鏃10、大刀1出土。
- 第2次埋葬　片袖形横穴式石室。金銅製指輪2、耳環3、ガラス製小玉35、大刀1、鐔1、鞘尻金具1、刀子3、銀装刀子1、鉄鏃18、辻金具1、心葉形十字透鏡板付轡1出土。

これらの出土品は1989年（平成元年）に川越市指定考古資料に指定された。
築造時期は、わずかながら埴輪が発掘されていることから6世紀末から7世紀初頭とみられ、また金銅製指輪が出土したことから被葬者は高句麗系渡来人に関わりのある人物と推定されている。